# メロン・リキュール
メロン・リキュールは、メロンを原材料としたリキュールである。主な生産国は日本とオランダ。おおよそアルコール度数は17 - 23度、エキス分は14 - 45%。

## 歴史
初めてメロン・リキュールが作られたのは1964年である。日本のサントリー（初代法人。現・サントリーホールディングス）が発売したヘルメス・メロン・リキュールが世界初の製品とされている。メロン・リキュールは1971年に、日本では初めて行われた国際バーテンダー協会による世界大会の際に多くのバーテンダーに認知されるようになり、世界的に広く愛飲されることとなった。
その後、1978年にサントリー酒類（初代法人。現・サントリースピリッツ）がミドリ・メロン・リキュールを発売。これは従来品に残るウリ科独特の野菜臭を低減した完成度の高いリキュールであり、日本を代表する銘酒の一つとして各国に広まった。現在では約30カ国に輸出されている。
製菓用には日本のドーバー酒造が着色料使用・不使用の両タイプを製造・販売している。

## 銘柄

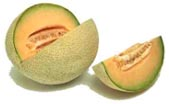
マスクメロン

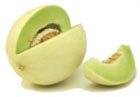
ハニーデューメロン

いずれもマスクメロンやハニーデューメロンを原材料としており、その甘み、色彩を意識した作りとなっている。メロン・リキュールをカクテルに使用する場合、このリキュールの緑色を活かすようにするレシピが多い。
ヘルメス・メロン・リキュール
1964年にサントリー酒類（初代）が発売した世界初のメロン・リキュール。アルコール度数は22度、エキス分は45%。
ミドリ・メロン・リキュール
1971年の世界大会後に、ヘルメス・メロン・リキュールと同じくサントリーが発売したメロン・リキュール。文献では、しばしばメロン・リキュールの代表格として記述される。原材料は日本静岡県産のマスクメロンなど。アルコール度数は23度、エキス分は21%。
ボルス・メロン・リキュール
オランダのボルス社によって製造されたメロン・リキュール。メロンの香味成分に蒸留酒を添加、蒸留の後着色されて作られる。アルコール度数は24度、エキス分は24％。
デ・カイパー・メロン・リキュール
オランダのデ・カイパー社が製造するリキュール。マスクメロンを使用。アルコール24度、エキス分26％。
アペリティフ・オ・メロン
アルザス地方のJ.ベルトラン社のリキュール。アルコール度数18度、エキス分14％といずれも抑え気味の仕上がりで、名前通りストレートで食前酒向けになっている。
ドーバー メロンリキュール（グリーン・ホワイト）
日本のドーバー酒造が製造している。原料にマスクメロンを使用。アルコール度数18度。業務用1.8L・家庭用100ml・200ml。